# Podanin
Podanin – wieś w Polsce położona w województwie wielkopolskim, w powiecie chodzieskim, w gminie Chodzież.

## Historia
Miejscowość pierwotnie związana była z Wielkopolską. Istnieje co najmniej od pierwszej połowy XV wieku. Wymieniona została pod datami 1430 według kopii XVIII wieku jako „Poddanyno”, 1470 „Podanyno”, 1469 „Podanino”.
Miejscowość pierwotnie była królewszczyzną, czyli wsią należącą do królów polskich, a później własnością szlachecką należącą do wielkopolskiego rodu Chodzieskich. W 1475 wieś znajdowała się w powiecie poznańskim, starostwie ujskim Korony Królestwa Polskiego. W 1510 należała do parafii Chodzież.
W 1430 król polski Władysław II Jagiełło pozwolił Marcinowi ze Sławska kasztelanowi poznańskiemu wykupić od Piotra Korzboka Ujście z okolicznymi wsiami, a w tym m.in. ze wsią Podanin. W 1469 Maciej Mosiński z Bnina herbu Łodzia został pozwany przez Sędziwoja z Czarnkowa z sum, jakie miał zapisane na królewszczyznach: Ujściu, Nowej Wsi, Kaławie i Podaninie. W 1483 wieś królewska Podanin znajdowała się w posiadaniu starosty generalnego Wielkopolski Macieja Bnińskiego. W 1487 król polski Kazimierz IV Jagiellończyk zezwolił Maciejowi Mosińskiemu zastawić Wojciechowi Potulickiemu wsie Podanin i Kaława oraz młyn zbożowy zwany „Wierzbnik” należący do starostwa ujskiego.
W 1510 wieś należała do Piotra Chodzieskiego syna Wojciecha Potulickiego. W 1515 Piotr Potulicki z Chodzieży zapisał swojej żonie Barbarze Pampowskiej posag oraz wiano na połowie należących do niego dóbr jakie uzyskał w wyniku podziałów majątkowych z bratem Mikołajem w mieście Chodzieży oraz przynależnych wsiach, a w tym m.in. Podanina.
Miejscowość odnotowano również w historycznych rejestrach poborowych. W 1470 miasto Ujście ze wsiami, w tym między innymi z Podanin zalegała z podatkami królewskimi. W 1472 i 1475 wieś zalegała z podatkami, a w 1499 zalegała z zapłatą poradlnego. W 1508 miał miejsce pobór od 12 półłanków oraz 6 groszy od karczmy. W 1510 we wsi było 12 łanów osiadłych, dwa łany sołeckie, 9 karczm. W 1563 pobrano podatki od 3,5 łana, karczmy dorocznej, młyna Wierzbnik o jednym kole wodnym. W latach 1564–1565 w Podaninie było 28 kmieci osiadłych na 14 śladach, 4 zagrodników, bór rozciągający się na pół mili, młynik korzeczny ustawiony na strudze. W 1510 wieś płaciła także dziesięciny w postaci wiardunków po 6 groszy z każdego łanu osiadłego, a z każdej karczmy po jednym groszu. Łany sołeckie jej nie płaciły. Płacono także meszne plebanowi.
Wieś królewska Podanino należała do starostwa ujskiego, pod koniec XVI wieku leżała w powiecie poznańskim województwa poznańskiego w Rzeczypospolitej Obojga Narodów. Wskutek II rozbioru Polski w 1793, miejscowość przeszła pod władanie Prus i jak cała Wielkopolska znalazła się w zaborze pruskim.
W latach 1975–1998 miejscowość administracyjnie należała do województwa pilskiego.
We wsi stoi zabytkowy kościół św. Maksymiliana Kolbego.

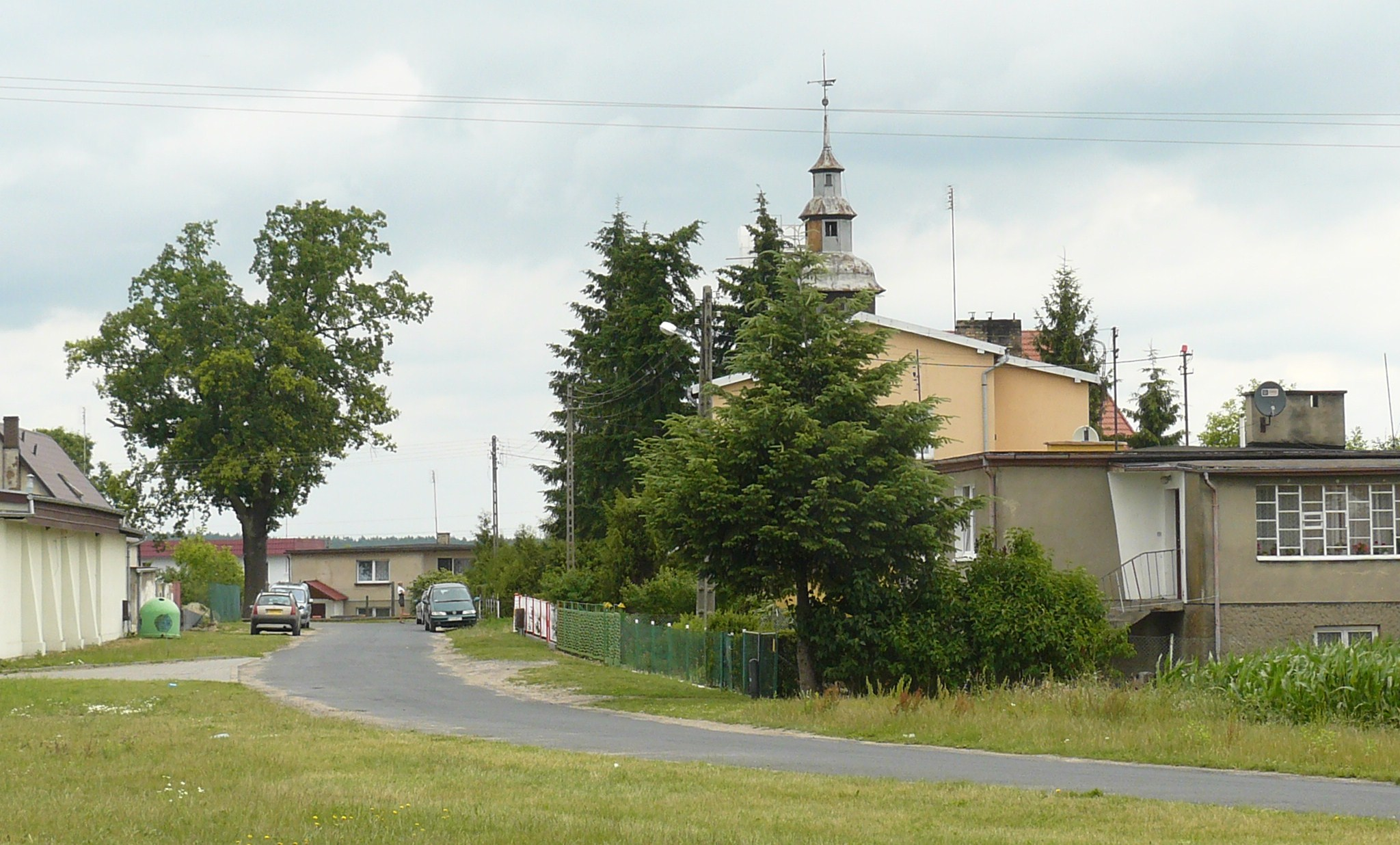
Podanin od południa

Wieś sołecka – zobacz jednostki pomocnicze gminy Chodzież w BIP.